# Ceratopipra
Ceratopipra és un gènere d'ocells de la família dels píprids (Pipridae).

## Taxonomia
Segons la Classificació del Congrés Ornitològic Internacional (versió 10.2, 2020) aquest gènere està format per cinc espècies:
- Ceratopipra cornuta - manaquí de crinera.
- Ceratopipra mentalis - manaquí cuixagroc.
- Ceratopipra erythrocephala - manaquí capdaurat.
- Ceratopipra rubrocapilla - manaquí cap-roig.
- Ceratopipra chloromeros - manaquí cuaample.

Les diferents espècies eren classificades tradicionalment al gènere Pipra però van ser ubicades al gènere Dixiphia Ludwig Reichenbach|Reichenbach, 1850 al comprovar que Pipra era un gènere polifilètic, arran treballs com ara Prum, 1992. Més tard es va crear per a elles aquest gènere.